# Галерея искусства стран Европы и Америки XIX—XX веков
Галере́я иску́сства стра́н Евро́пы и Аме́рики XIX—XX веко́в — картинная галерея, где представлены работы западноевропейских и американских художников XIX—XX веков, в том числе собрания импрессионистов и постимпрессионистов из коллекций меценатов Сергея Щукина и Ивана Морозова. Музей расположен в левом флигеле усадьбы Голицыных в Знаменском переулке, с начала 1980-х годов входящем в состав Пушкинского музея (ГМИИ). Открытие галереи состоялось в 2006 году в качестве его филиала.

## История

### Здание
Галерея расположена во флигеле усадьбы Голицыных в Малом Знаменском переулке, построенном в конце XVIII века в стиле ранний классицизм, его изначально использовали как хозяйственное помещение. В 1888—1892 годах во флигеле размещалось частное училище И. М. Хайновского. С 1890 по 1892 год в доме проходили реставрационные работы под руководством архитектора Василия Загорского. В результате реконструкции флигель был переоборудован под сдачу жилых комнат и получил название «Княжий двор». В здании снимали квартиры деятели искусства Василий Суриков, Илья Репин, Александр Скрябин, Борис Пастернак.
После того как в начале 1980-х годов флигель перешёл в состав ГМИИ, он был реконструирован под размещение художественной галереи.

### Музей
Художественное собрание начало формироваться в середине XIX века, когда среди меценатов и промышленников Москвы появилась мода на коллекционирование живописи. В музее представлена коллекция полотен французских импрессионистов и постимпрессионистов из собраний купцов Ивана Морозова и Сергея Щукина. Меценаты начали приобретать работы художников в конце XIX — начале XX веков, когда импрессионизм не имел большой популярности в Европе и Российской Империи. Так, Иван Морозов увлекался работами Поля Сезанна, Мориса Дени и Пьера Боннара, а Сергей Щукин стал покровителем Анри Матисса и Пабло Пикассо, покупая практически все новые полотна мастеров. Большую роль в формировании музейной коллекции живописи конца XIX — начала XX веков также сыграли собрания Ильи Остроухова, Сергея Полякова и Сергея Щербатова.
После революции 1917 года все частные коллекции были национализированы. Сергей Щукин и Иван Морозов эмигрировали, оставив свои коллекции в России. Спустя некоторое время на основе их собраний были открыты постоянные экспозиции. В 1918 году в бывшем доме Щукина основали Первый Музей новой западной живописи под руководством деятеля искусства Якова Тугендхольда. В это же время Второй Музей новой западной живописи открылся в особняке купца Морозова. Его директором стал Борис Терновец.
В 1923 году коллекции Щукина и Морозова были объединены и получили название Государственный музей нового западного искусства (ГМНЗИ). Общее собрание, насчитывающее около 500 полотен, выставлялось в бывшем доме Морозова на Пречистенке, 21. Музею удалось добиться художественных обменов, в результате которых в коллекции появились работы итальянских, немецких, бельгийских, чехословацких и польских мастеров.
В послевоенном СССР началась борьба с формализмом, поэтому в 1948 году Музей нового западного искусства был закрыт, а собрание распределено между Государственным музеем имени Пушкина и Эрмитажем. В 1980-х флигель перешёл к Пушкинскому музею, в фонд которого в 1990-х поступили полотна других современных художников Василия Кандинского и Марка Шагала. Музей решил использовать здание для экспонирования этой коллекции.
В день открытия галереи в 2006 году директор ГМИИ Ирина Антонова высказала идею о воссоздании Музея нового западного искусства, объединив московскую и петербургскую коллекции. Однако глава Эрмитажа Михаил Пиотровский отказался отдавать полотна.
Возрождение этого музея — это не проблема Антоновой и Пиотровского, и даже не проблема ГМИИ и Эрмитажа. Смешно понимать вопрос таким образом. Это проблема государственная. Государство уничтожило музей. Государство имеет возможность его восстановить. Это моя точка зрения.Ирина Антонова
Коллекция картин расположена в 26 камерных залах. По состоянию на 2018 год в состав музейной коллекции входят работы Гюстава Курбе, Поля Эллё, Камиля Писарро, Пьера Боннара, Анри Тулуза Лотрека, Пьера Сесиль Пюви де Шаванна, Жан-Франсуа Милле, Оноре Домье, Нарсис Диас, Луи-Габриэль-Эжен Изабе, Франсиско Гойя, Эжена Делакруа, Жана Огюста Доминика Энгра, Поля Делароша. В отдельном зале экспонируется немецкая школа живописи XIX века, где представлены произведения Каспара Фридриха и художников «назарейцев». Также отдельная экспозиция посвящена Клоду Моне, Полю Сезанну, Полю Гогену и Анри Матиссу.

## Галерея
- Гюстав Курбе «Хижина в горах», конец 1870-х годов
- Гюстав Курбе «Море», 1867 год
- Поль Эллё «Дама в белом», конец XIX века
- Камиль Писарро «Вспаханная земля», 1874 год
- Камиль Писарро «Оперный проезд в Париже (Эффект снега. Утро)», 1898 год
- Пьер Боннар «Лето», 1912 год
- Анри Тулуз-Лотрек, «Певица Иветт Гильбер», 1894 год
- Эскиз Пьера Сесиля Пюви де Шаванна к картине «Бедный рыбак», 1879 год